# Tutuilla, Oregon
Tutuilla, Oregon (енгл. Tutuilla) насељено је место без административног статуса у америчкој савезној држави Орегон.

## Демографија
По попису из 2010. године број становника је 487, што је 27 (5,9%) становника више него 2000. године.
| Група             | 2000.       | 2010.       |
| Белци             | 287 (62,4%) | 297 (61,0%) |
| Афроамериканци    | 1 (0,2%)    | 1 (0,2%)    |
| Азијати           | 1 (0,2%)    | 0 (0,0%)    |
| Хиспаноамериканци | 9 (2,0%)    | 30 (6,2%)   |
| Укупно            | 460         | 487         |